# Clube Escolinha de Futebol Flamengo
O Clube Escolinha de Futebol Flamengo é um clube de futebol Amador (Apenas categoria de base Sub 14 brasileiro) localizado na cidade de Alegrete, no Estado do Rio Grande do Sul. Foi fundado em 14 de julho de 1963. Suas cores são preto e vermelho.

## História
O clube foi fundado em 14 de julho de 1963, pelo até hoje presidente Antônio Carlos Fagundes, o Toninho.
Ao longo das décadas, o Flamengo tornou-se referência pelo seu trabalho nas categorias de base, revelando inúmeros atletas, não apenas para a dupla Grenal, como também para clubes de todo país. Hoje pode ser considerado, sem dúvidas, a maior potência do oeste do Rio Grande do Sul em times de base.
O Flamengo é conhecido nacional e internacionalmente por ser, com o apoio da Prefeitura Municipal de Alegrete e da Federação Gaúcha de Futebol, o organizador e idealizador do EFIPAN, torneio de futebol infantil mais tradicional do mundo, reconhecido pela FIFA, CONMEBOL e CBF.
Grandes jogadores, como Ronaldinho Gaúcho, Emerson, Diego, Mineiro, Alexandre Pato, Tévez, Riquelme e Cambiasso, entre muitos outros, tiveram o primeiro destaque de suas carreiras participando do encontro.

## Competições
Em 2008 o Flamengo estreou em campeonatos profissionais, disputando a segunda divisão do campeonato gaúcho. Após um início promissor, quando empatou o primeiro jogo contra o tradicional São Paulo de Rio Grande em casa, e venceu o Bagé, fora por 1x0, a equipe desandou e acabou eliminada na primeira fase, ficando em sétimo e último lugar na chave 2.